# Erling Foss
Erling Christian Foss (født 25. februar 1897 i København, død 15. juni 1982 i Skovshoved) var en dansk erhvervsmand.
Han var søn af ingeniør Alexander Foss (død 1925) og hustru Margrethe født Schultz (død 1922). Han blev i 1922 gift med Bodil Inger født Utke-Philip, datter af direktør Carl Philip og hustru Maja født Schiøler. De separeredes i 1956. Erling Foss blev i 1958 gift med Kirsten Broe. Han var far til Nils Foss, Lars Foss og Toke Foss.
Han er begravet på Mariebjerg Kirkegård, Gentofte.

## Karriere
Han blev student fra Borgerdydskolen 1914 og cand.polyt. i 1921 og herefter ansat i F.L. Smidth & Co. til 1925.
Han var i England 1922-23 og i Paris 1924-25, var medindehaver af firmaet Bellem & Foss i Paris 1927-31, formand i bestyrelsen for A/S Skive Jernstøberi og Maskinfabrik (A/S Siliam Bjerre) 1929-31 og drev siden egen eksportforretning i København.
Han var medlem af bestyrelsen for A/S Sadolin & Holmblad fra 1925, formand fra 1930. Han var formand for Kemisk Værk Køge A/S; medlem af bestyrelsen for Philips Radio A/S, for Dansk Almennyttigt Boligselskab fra 1946, for AS International Harvester Company, København, og fra 1957 for A/S Hydor, Haderslev. Han var medstifter af, direktør for og formand i bestyrelsen for DEIF A/S (Dansk Elektro Instrument Fabrik) fra 1933. Tillige sammen med sønnen Nils i 1956 medstifter af N. Foss Electric A/S.
Han var en af grundlæggerne af og medlem af Danmarks Frihedsråd under besættelsen. Han gennemførte efterretningsarbejde for England og medvirkede ved det første borgerlige illegale blad, De frie Danske. Han repræsenterede De frie Danske i Frihedsrådet, men rejste efter en arrestation af Gestapo i december 1943 til Sverige i februar 1944. Her var han Frihedsrådets repræsentant i Stockholm.

## Forfatterskab
Han skrev bøgerne:
- Fra passiv til aktiv Modstand (1946)
- Knæfaldet efter 9. April (1947)
- På eget ansvar (1958)
- Når jeg skal være ærlig (1964)